# TV4 Science Fiction
TV4 Science Fiction var en TV-kanal ägd av TV4-gruppen. Kanalen startade sändningar i Sverige den 29 februari 2008 och hade sedan dess expanderat även till Norge, Danmark och Finland. Kanalen var en av TV4-gruppens första kanaler som sändes i alla de fyra stora nordiska länderna. Detta gav ibland ett något rörigt intryck då kanalens namn och logotyp varierade mellan länderna. I Norge och Danmark sändes kanalen under namnet TV2 Science Fiction och i Finland som MTV3 Scifi. Kanalen distribuerades i Sverige via Canal Digital, Com Hem, Viasat, Telia Digital-TV. Kanalen lades ned under augusti 2012.
Kanalens höll sig till genren science fiction , men sände även en del fantasy och anime.

## Urval av program som visades i TV4 Science Fiction
- Last Exile
- 7 days
- Andromeda
- Babylon 5
- Crusade
- Dark Skies
- Death Note
- Doctor Who
- First wave
- Masters of Science Fiction
- Mutant X
- Neon Genesis Evangelion
- Prey
- Red Dwarf
- Space 1999 (Månbas Alpha)
- Thunderbirds
- Torchwood
- The Twilight Zone
- Star Trek
- Star Trek: Deep Space Nine
- Star Trek: Enterprise
- Star Trek: Voyager
- The Sentinel
- Titta han flyger (The Greatest American Hero)
- Earth 2-den andra jorden